# Marmon-Herrington CTLS

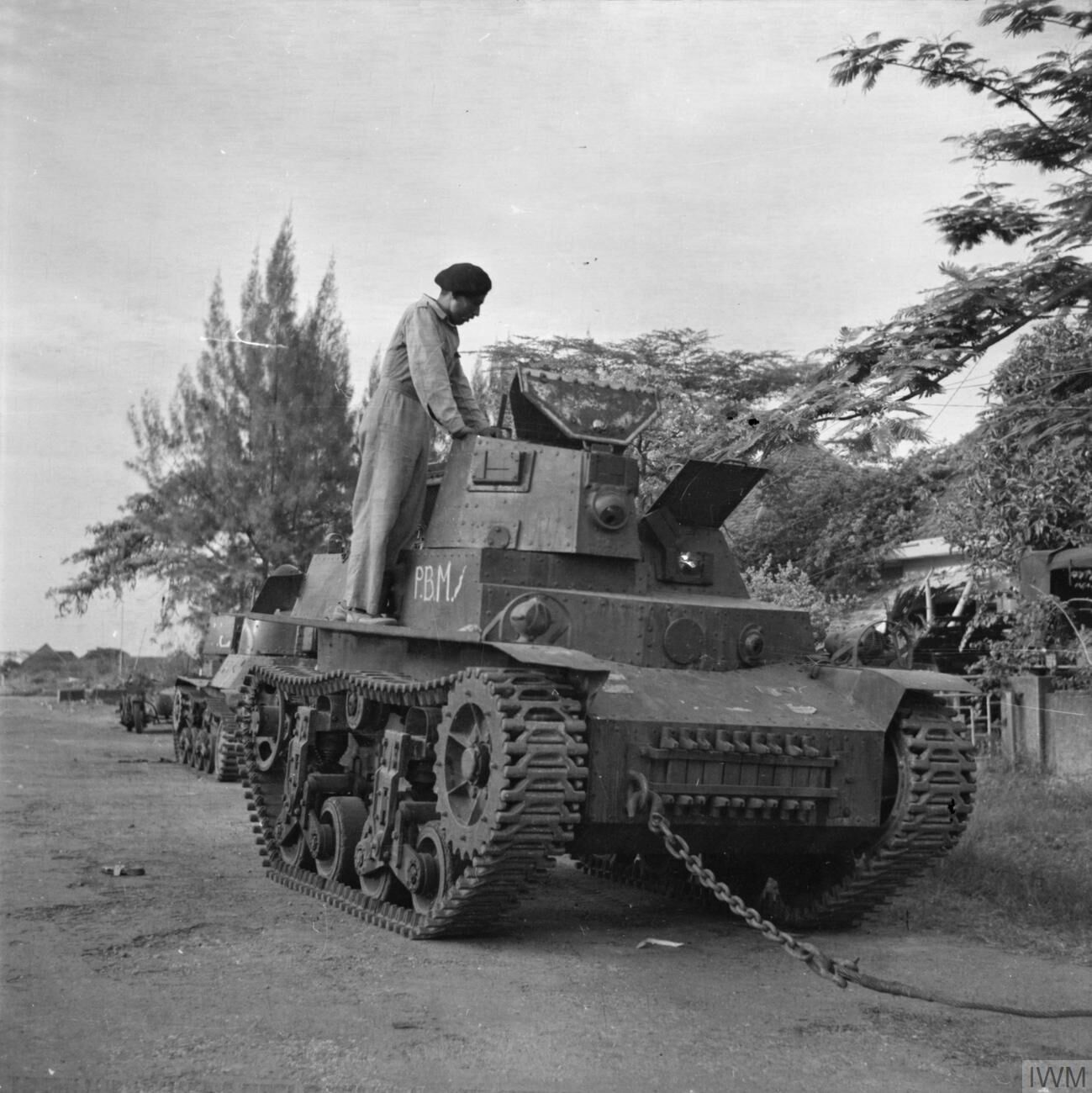
Marmon-Herrington CTLS у Сурабаї, 1945.

Marmon-Herrington CTLS (Combat Tank Light) — американський легкий танк часів Другої світової війни.

## Історія створення і використання
Серія американських легких танків, які були запропоновані на експорт на початку Другої світової війни. CTL-3 був озброєний трьома 7,62 мм кулеметами.
Загалом було випущено 628 одиниць CTLS, CTMS MTLS; танки були замовлені для Королівської Нідерландської Ост-Індської армії, з яких невелика кількість було поставлено на острів Ява до початку кампанії голландської Ост-Індії проти японського вторгнення.
Ще 74 танків усіх типів були доставлені в голландську колонію у Південній Америці Суринам.
У середині 1942 року партія танків була перекинута в Австралію з голландського Того, де вони були використані для тренування екіпажів.
Невелика кількість була використана у 1-й танковій та 1-й розвідувальній ротах морської піхоти США. Деякі з них були використані на Західному Самоа.
Після нападу на Перл-Харбор деякі з цих танків були передані армії Сполучених Штатів і використовувались у Північній Алясці, як легкі танки Т14 і Т16.

## Модифікації
- CTL-1
- CTL-2
- CTL-3
- CTL-4
- CTVL
- CTLS-4TAC
- CTMS-ITBI
- MTLS-1G14